# Skrypt seksualny
Skrypt seksualny (ang. sexual script) – teoria zakładająca brak uniwersalnego i niezmiennego popędu płciowego, a zachowania seksualne traktująca jako wyuczone przez jednostkę skrypty zachowań. Wyróżniane są trzy kategorie skryptów:
1. Skrypty kulturowe oferowane przez organy społeczne takie jak rodzice, nauczyciele, media, Kościół, prawo, naukę i inne.
2. Skrypty interpersonalne wyuczone w wyniku kontaktów pomiędzy partnerami seksualnymi. Są efektem indywidualnego dopasowania do ogólnych skryptów kulturowych.
3. Skrypty indywidualne będące regułami zachowań seksualnych jednostki. Skrypty indywidualne powstają w wyniku przetworzenia i dopasowania skryptów oferowanych przez kulturę i doświadczeń seksualnych z partnerami[1].

Skrypty seksualne określają wyrażanie seksualności, orientację seksualną, zachowania seksualne, pożądanie seksualne i seksualny komponent samookreślenia każdego człowieka.
Twórcami teorii skryptów są dwaj socjolodzy John H. Gagnon i William Simon, którzy opublikowali swoją teorię w 1973 roku w książce „Sexual Conduct: The Social Sources of Human Sexuality”.